# The Trip into the Light World Tour
Trip into the Light – światowa trasa koncertowa brytyjskiego artysty Philla Collinsa, promująca jego nowy album o nazwie "Dance into the Light".
Koncerty rozgrywane były od:
28 lutego 1997 roku, do 21 kwietnia 1997 (Pierwsza część American leg),
7 października 1997 roku, do 10 listopada 1997 roku (Druga część European leg 1), oraz
18 listopada 1997 roku, do 17 grudnia 1997 (Trzecia część European leg 2), gdzie w Londynie zakończono trasę.
Wszystkie koncerty zawierają się pod nazwą Trip into the Light, jednak Europejskie części koncertów nosiły nazwę Dance into Europe.
Z koncertu w Paryżu utworzono płytę DVD, pod nazwą Phil Collins-live and loose in Paris, po raz pierwszy wydaną w 1997 w formacie VHS.
Na płycie nie pojawiły się jednak wszystkie piosenki z koncertu. Umieszczono tam tylko 13 z 24 zagranych tamtego wieczoru.

## Scena
Scena imitować miała statek, na którym Phil Collins był kapitanem. Wyróżniała się ona tym, że była okrągła. Widownia stała z każdej jej strony. Sam Collins powiedział: "ta scena wymaga dużo biegania. Musimy cały czas zmieniać swoje położenie, żeby być po każdej stronie sceny po tyle samo czasu". Ponadto, scena posiadała ruchome elementy. Podczas niektórych utworów, swój kształt zmieniał sufit, reflektory wysuwały się z podłogi. Na środku umiejscowione były trzy podnośniki, jeden na środku i dwa po bokach. Na bocznych znajdowały się bębny i instrumenty perkusyjne, a na środkowym na przemiennie pojawiały się: podest dla piosenkarzy, zestaw perkusyjny dla Phil-a Collins-a, oraz syntezator, na obrotowym kole. Podnośnik ten, zjeżdżał pod scenę, kiedy potrzebna była zmiana instrumentu, a boczne chowały się kiedy dany instrument (bębny, lub perkusja), nie były potrzebne.

## Spis utworów
- Drum Duet
- Hand In Hand
- Hang In Long Enough
- Don't Lose My Number
- River So Wide
- Take Me Down
- Find A Way To My Heart
- Another Day In Paradise
- Just Another Story
- I Wish It Would Rain Down
- Can't Turn Back The Years
- Against All Odds (Take A Look At Me Now)
- Lorenzo
- Separate Lives
- The Times They Are A-Changin'
- Both Sides Of The Story
- Do You Remember?
- A Groovy Kind Of Love
- You Know What I Mean
- Long Long Way To Go
- One More Night
- In The Air Tonight
- Drum trio
- Loco In Acapulco
- Easy Lover
- Dance Into The Light
- Wear My Hat
- You Can't Hurry Love
- Two Hearts
- Something Happened On The Way To Heaven
- Sussudio
- The Same Moon
- It's In Your Eyes
- Always
- Take Me Home

## Daty i miejsca koncertów
Część pierwsza American leg
- 28/02/97     Tampa, Florida (US) –  Ice Palace
- 01/03/97     Orlando, Florida (US) – Orlando Arena
- 03/03/97     Miami, Florida (US) – Miami Arena
- 05/03/97     Landover, Maryland (US) – US Air Arena
- 07/03/97     Pittsburgh, Pennsylvania (US) – Civic Arena
- 08/03/97     Buffalo, New York (US) – Marine Midland Arena
- 10/03/97     Auburn Hills, Michigan (US) – The Palace of Auburn Hills
- 11/03/97     Dayton, Ohio (US) – Ervin J. Nutter Center (Wright State University)
- 13/03/97     New York City, New York (US) – Madison Square Garden
- 14/03/97     New York City, New York (US) – Madison Square Garden
- 16/03/97     Québec City, Quebec (CA) – Colisée Arena
- 17/03/97     Montréal, Quebec (CA) – Molson Centre
- 18/03/97     Montréal, Quebec (CA) – Molson Centre
- 20/03/97     Toronto, Ontario (CA) – SkyDome
- 21/03/97     Ottawa, Ontario (CA) – Corel Centre
- 22/03/97     Ottawa, Ontario (CA) – Corel Centre
- 24/03/97     Boston, Massachusetts (US) – Fleet Center
- 25/03/97     Albany, New York (US) – Pepsi Arena
- 27/03/97     Hartford, Connecticut (US) – Civic Center
- 29/03/97     Philadelphia, Pennsylvania (US) – CoreState Center
- 30/03/97     Philadelphia, Pennsylvania (US) – CoreState Center
- 31/03/97     Atlantic City, New Jersey (US) – Trump Taj Mahal
- 03/04/97     Grand Rapids, Michigan (US) – Van Andel Arena
- 04/04/97     Cleveland, Ohio (US) – Gund Arena
- 06/04/97     Rosemont, Illinois (US) – Rosemont Horizon
- 07/04/97     Champaign, Illinois (US) – Assembly Hall
- 08/04/97     Toledo, Ohio (US) – John F. Savage Hall (University of Toledo)
- 10/04/97     Milwaukee, Wisconsin (US) – Bradley Center
- 11/04/97     St. Louis, Missouri (US) – Kiel Center
- 12/04/97     Kansas City, Missouri (US) – Kemper
- 15/04/97     San Jose, California (US) – San Jose Arena
- 16/04/97     Sacramento, California (US) – ARCO Arena
- 18/04/97     Phoenix, Arizona (US) – America West Arena
- 19/04/97     Las Vegas, Nevada (US) – MGM Grand Garden
- 21/04/97     Anaheim, California (US) – Arrowhead Pond

Część druga European leg 1
- 07/10/97     Barcelona (ES) – Palau Sant Jordi
- 09/10/97     Milan (IT) – Filaforum
- 11/10/97     Lyon (FR) – Halle Tony Garnier
- 12/10/97     Geneva (CH) – Geneva Arena
- 13/10/97     Geneva (CH) – Geneva Arena
- 15/10/97     Zürich (CH) – Hallenstadion
- 16/10/97     Zürich (CH) – Hallenstadion
- 18/10/97     Berlin (DE) – Deutschlandhalle
- 19/10/97     Berlin (DE) – Deutschlandhalle
- 21/10/97     Frankfurt (DE) – Festhalle
- 22/10/97     Frankfurt (DE) – Festhalle
- 23/10/97     Frankfurt (DE) – Festhalle
- 25/10/97     Stockholm (SE) – Globen
- 26/10/97     Oslo (NO) – Spektrum
- 28/10/97     Rotterdam (NL) – Sportpaleis Ahoy'
- 29/10/97     Rotterdam (NL) – Sportpaleis Ahoy'
- 31/10/97     Hannover (DE) – Messehalle 2
- 01/11/97     Hannover (DE) – Messehalle 2
- 03/11/97     Gent (BE) – Flanders Expo
- 04/11/97     Gent (BE) – Flanders Expo
- 06/11/97     Birmingham (GB) – National Exhibition Centre
- 07/11/97     Birmingham (GB) – National Exhibition Centre
- 09/11/97     Newcastle (GB) – Newcastle Arena
- 10/11/97     Newcastle (GB) – Newcastle Arena

Część trzecia European leg 2
- 18/11/97     Manchester (GB) – Nynex Arena
- 19/11/97     Manchester (GB) – Nynex Arena
- 21/11/97     Dortmund (DE) – Westfalenhalle
- 22/11/97     Dortmund (DE) – Westfalenhalle
- 23/11/97     Dortmund (DE) – Westfalenhalle
- 25/11/97     Stuttgart (DE) – Schleyerhalle
- 26/11/97     Stuttgart (DE) – Schleyerhalle
- 28/11/97     München (DE) – Olympiahalle
- 29/11/97     München (DE) – Olympiahalle
- 01/12/97     Wien (AT) – Stadthalle
- 02/12/97     Prague (CZ) – Sportovnihala
- 04/12/97     Leipzig (DE) – Messehalle 7
- 05/12/97     Leipzig (DE) – Messehalle 7
- 06/12/97     Leipzig (DE) – Messehalle 7
- 08/12/97     Paris (FR) – Palais Omnisports de Bercy
- 09/12/97     Paris (FR) – Palais Omnisports de Bercy
- 11/12/97     Paris (FR) – Palais Omnisports de Bercy (odwołany)
- 11/12/97     Dortmund (DE) – Westfalenhalle
- 13/12/97     London (GB) – Earls Court
- 14/12/97     London (GB) – Earls Court
- 16/12/97     London (GB) – Earls Court
- 17/12/97     London (GB) – Earls Court

## Muzycy
- Phil Collins: wokal, bębny, instrumenty klawiszowe, fortepian
- Ronnie Caryl: gitara akustyczna, wokal
- Brad Cole: instrumenty klawiszowe
- Luis Conte: instrumenty perkusyjne
- Nathan East: bas, wokal
- Ricky Lawson: Perkusja
- Daryl Stuermer: Gitara elektryczna
- Amy Keys: wokal
- Arnold McCuller: wokal

Zespół "Vine Street Horns"
- Harry Kim: trąbka
- Arturo Velasco: puzon
- Daniel Fornero: trąbka
- Andrew Woolfolk: saksofon